# Aleixandri
L'aleixandri, api de cavall, cugul, julivert de moro o angèlica de Montjuïc (Smyrnium olusatrum) és una planta amb flor de la família de les apiàcies.

## Particularitats
Com a planta cultivada en temps antics va ser mencionada per Teofrast i Plini. Les flors són blanques i les llavors negres.
És una planta comestible, un dels àpats de l'antiga Roma. Els romans menjaven les fulles, les tiges i les rels. L'olor i el gust recorden a l'api. Antigament es feia servir per condimentar plats i com a planta medicinal però ha caigut en desús.